# Musée du canal interocéanique
Le musée du canal interocéanique (en espagnol, Museo del Canal Interoceánico) est un musée public, à but non lucratif, situé à Panama.  Il est consacré à la préservation, l'étude et la diffusion des témoignages de l'histoire du canal de Panama.

## Histoire
La construction de cet immeuble date de 1875. Le nom originel a été le Grand Hôtel. Ultérieurement, il a servi comme siège de la Compagnie universelle du canal interocéanique. En 1904, l’immeuble a été acheté par les bureaux américains de la Compagnie du canal isthmique. En 1914, l’immeuble passe aux mains de l’État pour le ministère de l’Éducation nationale, l'école publique et le Bureau central de la Poste. En 1997, il fut restauré pour devenir le musée du Canal interocéanique, le 9 septembre 1997, date du Congrès du Canal de Panama.

## Collections
Le musée possède dix salles d'exposition permanente où sont présentés chronologiquement les témoignages historiques de la route interocéanique à travers l'isthme et la construction ultérieure du canal de Panama. Le musée retrace les activités historiques dans le canal de Panama et le transfert du canal sous la juridiction du Panama.
De manière parallèle, le musée accueille un grand nombre d'expositions temporaires de différents sujets dans le domaine de la culture, l'architecture, l'histoire et la conservation de l'environnement.